# Sierodiagnosi di Wright
La sierodiagnosi di Wright, detta anche sieroagglutinazione di Wright, è un'indagine immunologica che ricerca gli anticorpi per la brucella nel siero del paziente. È in grado di rilevare anticorpi IgM, IgG e IgA. Si esegue nel caso in cui l'emocoltura fallisca.
Per essere significativa deve risultare positiva a titolo elevato, in genere oltre 1:100 o 1:200.
Nelle forme acute risulta positiva circa nel 90% dei casi, mantenendosi positiva anche molti mesi dopo la guarigione. In casi particolari, come nelle forme croniche o di vecchia data, la sierodiagnosi di Wright può risultare negativa o a basso titolo, perciò è utile ricercare anche gli anticorpi "incompleti" (effettuando il test di Coombs), che aumentano la sensibilità dell'esame.